# When Harry Met Sally... (colonna sonora)
When Harry Met Sally... è la colonna sonora del film del 1989 Harry, ti presento Sally…, arrangiata da Marc Shaiman ed eseguita da Harry Connick Jr..

## Colonna sonora

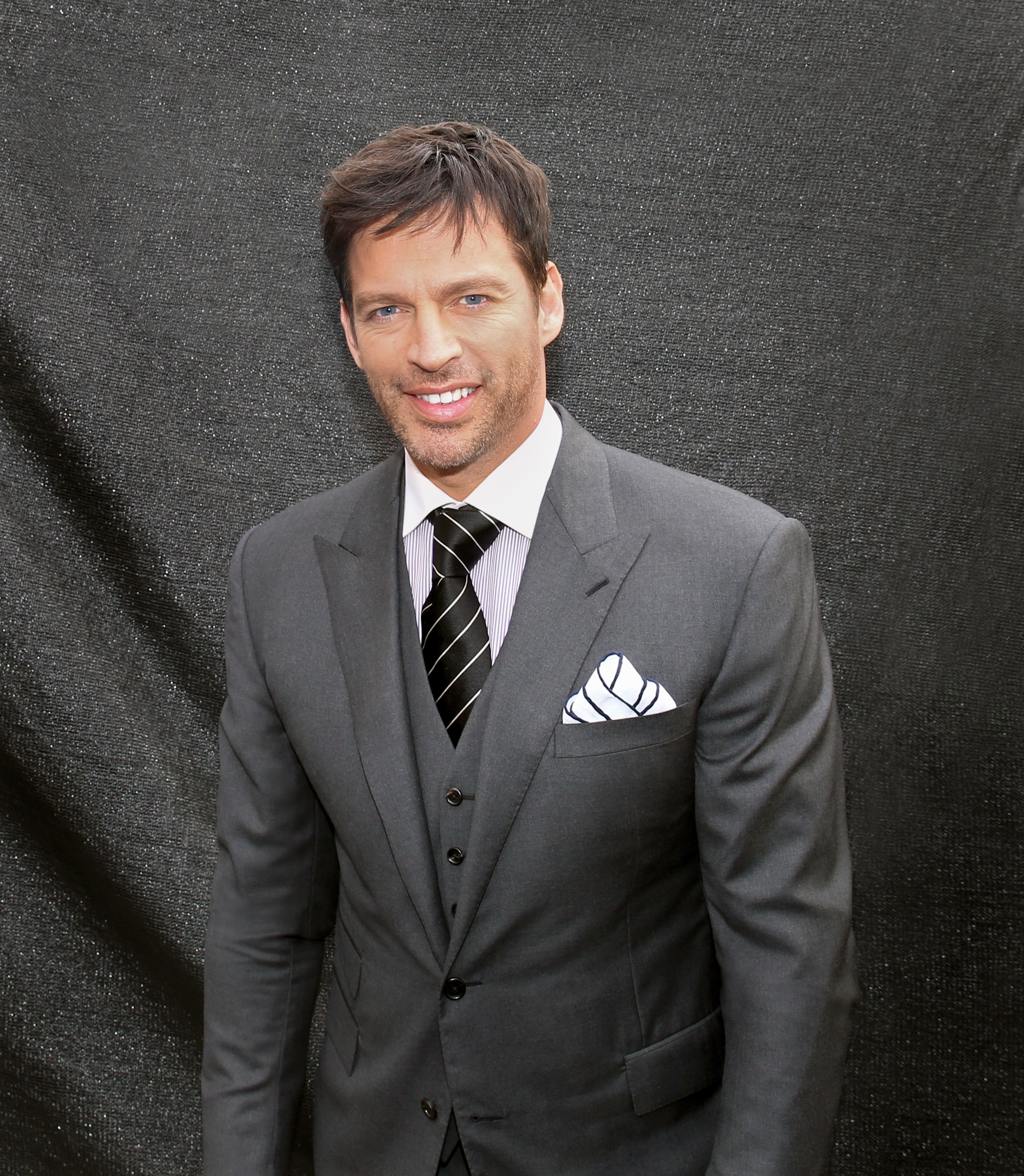
Harry Connick Jr, esecutore della colonna sonora della pellicola

### Composizione e brani
La colonna sonora di Harry, ti presento Sally… fu prevalentemente eseguita da Harry Connick Jr., con l'accompagnamento di un'orchestra jazz e specifici contributi del sassofonista Frank Wess e del chitarrista Jay Berliner. Alcuni brani furono interpretati dal solo Connick, che li cantò accompagnandosi con il piano; in altri casi l'artista si avvalse della collaborazione di Benjamin Jonah Wolfe al basso e di Jeff "Tain" Watts alla batteria, con cui compose un trio. Harry Connick Jr., all'epoca ventiduenne, venne fatto conoscere al regista mediante l'ascolto di un suo nastro da Bobby Colomby, batterista del gruppo Blood, Sweat & Tears; Reiner rimase sorpreso da "un tipo che cantava come Sinatra e suonava il piano come Thelonius Monk" e decise di assumerlo immediatamente. Billy Crystal si occupò invece di presentare Marc Shaiman, con cui aveva spesso lavorato in precedenza e del quale aveva apprezzato l'ampia conoscenza in ambito musicale; Reiner apprezzò particolarmente il lavoro di Shaiman, tanto da affidargli le musiche di tutti i suoi successivi film. Gli arrangiamenti furono per la quasi totalità a cura di quest'ultimo; limitatamente ai brani It Had to Be You, Where or When, I Could Write a Book e But Not for Me, essi sono stati tuttavia eseguiti insieme a Harry Connick Jr..

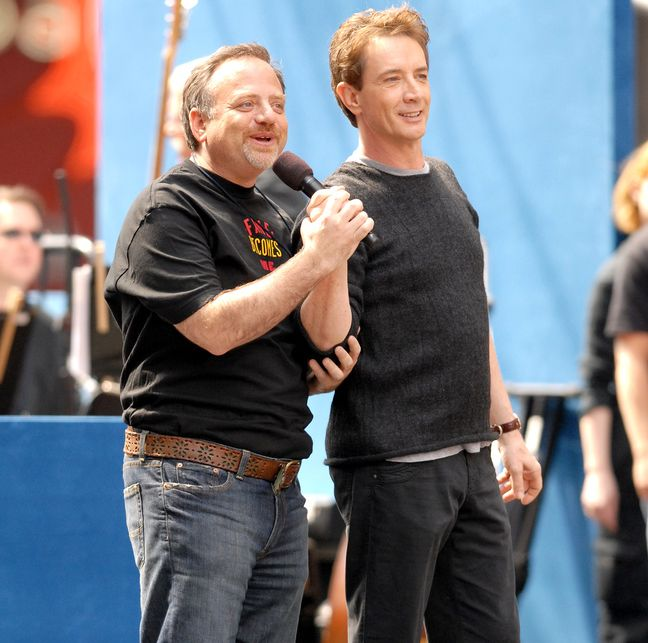
Marc Shaiman, arrangiatore della colonna sonora della pellicola, insieme a Martin Short

All'interno della colonna sonora della pellicola sono presenti anche brani cantati da Frank Sinatra, Louis Armstrong, Ella Fitzgerald, Ray Charles e Bing Crosby; in particolare, la versione di It Had to Be You cantata da Sinatra fu ritenuta da Reiner imprescindibile all'interno del film, pensando – di comune accordo con Crystal – che "quando ti innamori, in testa ti risuona Sinatra". Nella pellicola It Had to Be You è inoltre riproposta in una versione esclusivamente strumentale, presente nei titoli di testa ed eseguita da Harry Connick Jr. e in un mash-up durante i titoli di coda con Let's Call the Whole Thing Off e But Not for Me, anch'esso eseguito da Connick. Nel 2004, in occasione della classifica AFI's 100 Years...100 Songs, il brano è stato inserito al sessantesimo posto tra le cento canzoni statunitensi più rilevanti in ambito cinematografico. Nel corso del film, Billy Crystal e Meg Ryan reinterpretano al karaoke due differenti brani: The Surrey with the Fringe on Top, canzone del 1943 ad opera della coppia di autori Rodgers e Hammerstein, e Call Me, brano composto nel 1965 da Tony Hatch ed eseguito da Petula Clark. Nell'edizione italiana della pellicola, essi furono adattati dalla dialoghista Elettra Caporello – rispettivamente con i titoli Il calessino con le frange blu e Chiama – e cantati dai doppiatori dei due protagonisti.

### Album
L'album contenente la colonna sonora ufficiale della pellicola, intitolato Music From the Motion Picture - When Harry Met Sally…, fu inciso a New York presso lo Studio B della Radio Corporation of America in tre differenti sessioni, il 6, il 13 e il 19 giugno 1989. Il materiale registrato fu pubblicato a partire dal 25 luglio dello stesso anno, sotto l'etichetta Columbia Records; per promuoverlo, Connick effettuò una tournée in numerose località dell'America settentrionale. L'album raggiunse il primo posto nelle classifiche della rivista musicale Billboard riguardanti il jazz, e rimase per dodici settimane all'interno della Bilboard 200, classifica dei duecento album musicali più venduti. Nel periodo compreso tra il 16 settembre e il 21 ottobre 1989 Music From the Motion Picture - When Harry Met Sally… si classificò tra i primi 50 album, raggiungendo al termine del mese di settembre la quarantaduesima posizione; con oltre due milioni di dischi venduti, l'album ricevette un doppio disco di platino. La colonna sonora della pellicola valse inoltre a Harry Connick Jr. nel 1990 l'assegnazione del Premio Grammy, nella categoria Best Jazz Male Vocal Performance. 

## Tracce
L'album riguardante la colonna sonora del film contiene i seguenti brani, tutti eseguiti da Harry Connick Jr.:
1. It Had to Be You – 2:41 (Isham Jones e Gus Kahn)
2. Love Is Here to Stay – 4:13 (George Gershwin e Ira Gershwin)
3. Stompin' at the Savoy – 4:17 (Benny Goodman, Andy Razaf, Edgar Sampson e Chick Webb)
4. But Not for Me – 4:34 (George Gershwin e Ira Gershwin)
5. Winter Wonderland – 3:04 (Felix Bernard e Richard B. Smith)
6. Don't Get Around Much Anymore – 4:24 (Duke Ellington e Bob Russell)
7. Autumn in New York – 2:50 (Vernon Duke)
8. Could Write a Book – 2:30 (Lorenz Hart e Richard Rodgers)
9. Let's Call the Whole Thing Off – 4:13 (George Gershwin e Ira Gershwin)
10. It Had to Be You – 1:44 (Isham Jones e Gus Kahn)
11. Where or When – 3:52 (Lorenz Hart e Richard Rodgers)

Sono inoltre presenti nel film numerosi brani non presenti nell'album, ognuno accreditato all'interno dei titoli di coda:
1. Frank Sinatra – It Had to Be You (Isham Jones e Gus Kahn; edizioni musicali Reprise Records)
2. Louis Armstrong ed Ella Fitzgerald – Our Love Is Here to Stay (George Gershwin e Ira Gershwin; edizioni musicali PolyGram)
3. Hamilton, Joe Frank & Reynolds – Don't Pull Your Love (Brian Potter e Dennis Lambert; edizioni musicali MCA Records)
4. The Allman Brothers Band – Ramblin' Man (Forrest Richard Betts; edizioni musicali PolyGram)
5. Jennifer Warnes – Right Time of the Night (Peter McCan; edizioni musicali Arista Records)
6. Louis Armstrong ed Ella Fitzgerald – Let's Call the Whole Thing Off (George Gershwin e Ira Gershwin; edizioni musicali PolyGram)
7. Ella Fitzgerald – Where or When (Lorenz Hart e Richard Rodgers; edizioni musicali PolyGram)
8. Vienna Mozart Ensemble – Lady's Lunch (Marc Shaiman)
9. Ray Conniff – The Tables Have Turned (Laura Kenyon, Marc Shaiman e Scott Wittman; edizioni musicali Winding Brook Way Music)
10. Plane Cue e La Marseillaise (Max Steiner; edizioni musicali Warner Bros.)
11. Ray Charles – Winter Wonderland (Felix Bernard e Richard B. Smith; edizioni musicali CBS Records)
12. Billy Crystal e Meg Ryan (originale); Tonino Accolla e Silvia Pepitoni (italiano) – The Surrey With the Fringe on Top (originale); Il calessino con le frange blu (italiano) (Richard Rodgers e Oscar Hammerstein II (originale); Elettra Caporello (italiano); edizioni musicali Williamson Music Co.)
13. Say It Isn't So (Irving Berlin; edizioni musicali Irving Berlin Music Corporation)
14. "Mozart String Quintet" E Flat Mayor (Wolfgang Amadeus Mozart)
15. Don't Be That Way (Edgar Sampson, Benny Goodman e Mitchell Parish; edizioni musicali SBK Robbins Catalog)
16. Bing Crosby – Have Yourself a Merry Little Christmas (Ralph Blane e Hugh Martin; edizioni musicali Capitol Records)
17. Billy Crystal (originale); Tonino Accolla (italiano) – Call Me (originale); Chiama (italiano) (Tony Hatch (originale); Elettra Caporello (italiano); edizioni musicali Duchess Music Corporation, ATV Music e SBK Songs)
18. Isn't it Romantic (Lorenz Hart e Richard Rodgers; edizioni musicali Famous Music Corporation)